# Steen Skovgaard

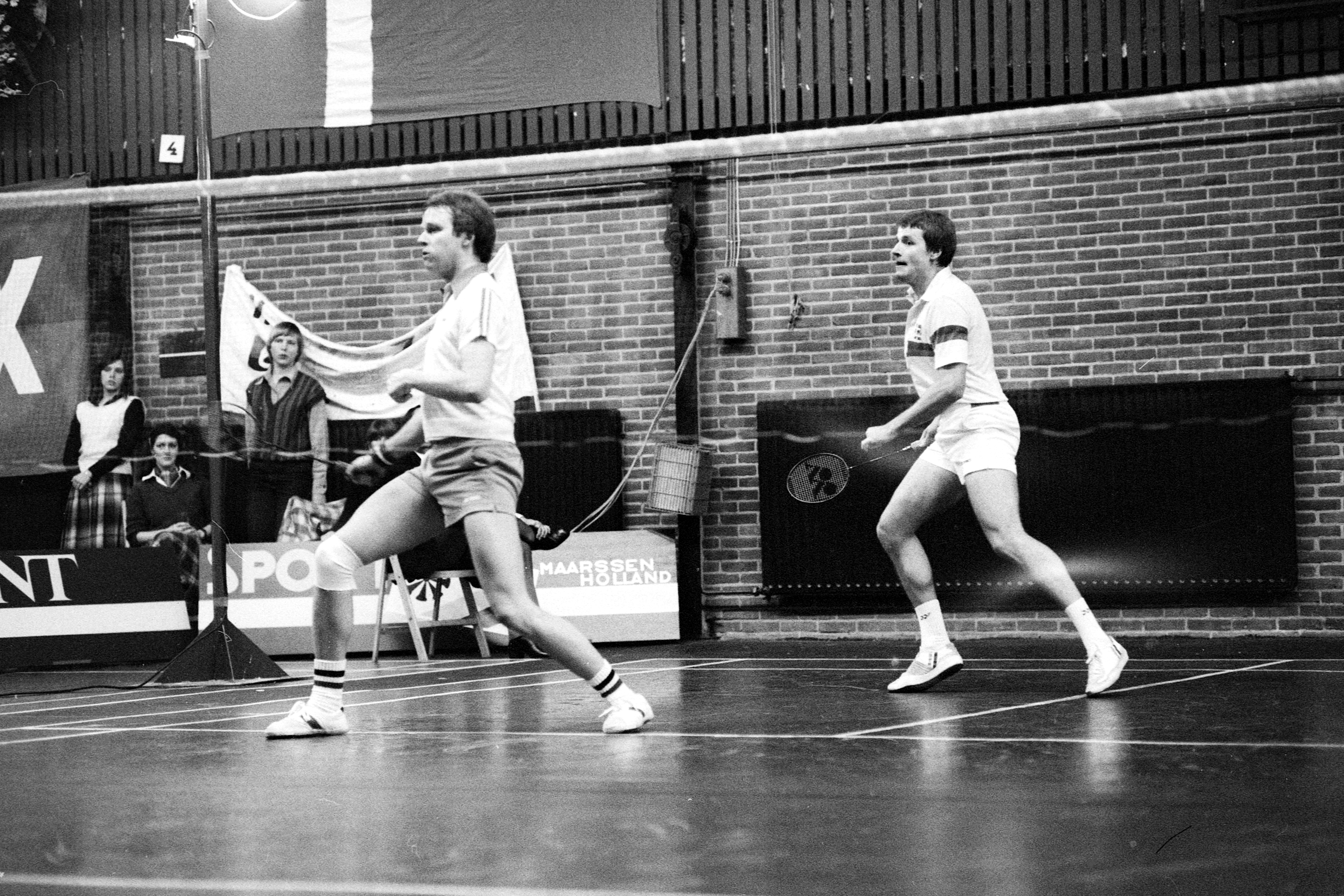
Steen Skovgaard, 1979

Steen Skovgaard (* 1950) ist ein ehemaliger dänischer Badmintonspieler. Er ist der Ehemann von Anne Skovgaard sowie Vater von Christian Skovgaard (beides ebenfalls erfolgreiche Badmintonspieler) und der Handballspielerin Michelle Skovgaard.

## Karriere
Steen Skovgaard war einer der bedeutendsten Badmintonspieler der 1970er Jahre. Er gewann zwei Silber- und zwei Bronzemedaillen bei Europameisterschaften in den Einzeldisziplinen. Mit dem Team gewann er zweimal Gold. Als größten Erfolg verzeichnet er den Gewinn des Mixedtitels bei der ersten Badminton-Weltmeisterschaft 1977. 1980 holte er noch einmal Bronze.

## Sportliche Erfolge
| Saison    | Veranstaltung                                    | Disziplin    | Platz | Name |
| --------- | ------------------------------------------------ | ------------ | ----- | --- |
| 1966/1967 | Dänemark: Einzelmeisterschaften der Junioren U17 | Herrendoppel | 1     | Steen Skovgaard / Preben Boesen, Holte |
| 1974      | All England                                      | Mixed        | 3     | Steen Skovgaard / Pernille Kaagaard |
| 1974/1975 | Dänemark: Einzelmeisterschaften                  | Mixed        | 1     | Steen Skovgaard / Pernille Kaagaard, Gentofte BK                                                                                            |
| 1975      | Nordische Meisterschaften                        | Mixed        | 1     | Steen Skovgaard / Lene Køppen |
| 1975/1976 | Dänemark: Internationale Meisterschaften         | Mixed        | 1     | Steen Skovgaard / Lene Køppen |
| 1975/1976 | Dänemark: Einzelmeisterschaften                  | Mixed        | 1     | Steen Skovgaard / Pernille Kaagaard, Gentofte BK                                                                                            |
| 1976      | All England                                      | Herrendoppel | 2     | Svend Pri / Steen Skovgaard |
| 1976      | Nordische Meisterschaften                        | Mixed        | 1     | Steen Skovgaard / Lene Køppen |
| 1976      | Europameisterschaft                              | Mannschaft   | 1     | Dänemark (Flemming Delfs, Jesper Helledie, Steen Skovgaard, Jette Føge, Susan Hansen, Elo Hansen, Gert Hansen, Lene Køppen, Lonny Bostofte) |
| 1976      | Schweden: Internationale Meisterschaften         | Mixed        | 1     | Steen Skovgaard / Lene Køppen |
| 1976      | Europameisterschaft                              | Mixed        | 2     | Steen Skovgaard / Lene Køppen |
| 1976/1977 | Dänemark: Einzelmeisterschaften                  | Herrendoppel | 1     | Steen Skovgaard, Gentofte BK / Svend Pri, Søllerød-Nærum IK                                                                                 |
| 1976/1977 | Dänemark: Internationale Meisterschaften         | Mixed        | 1     | Steen Skovgaard / Lene Køppen |
| 1976/1977 | Dänemark: Einzelmeisterschaften                  | Mixed        | 1     | Steen Skovgaard / Lene Køppen, Gentofte BK                                                                                                  |
| 1977      | UdSSR Internationale Meisterschaften             | Mixed        | 1     | Steen Skovgaard / Pia Nielsen |
| 1977      | UdSSR Internationale Meisterschaften             | Herrendoppel | 1     | Morten Frost / Steen Skovgaard |
| 1977      | Nordische Meisterschaften                        | Mixed        | 1     | Steen Skovgaard / Lene Køppen |
| 1977/1978 | Dänemark: Einzelmeisterschaften                  | Herrendoppel | 1     | Steen Skovgaard, Gentofte BK / Flemming Delfs, Værløse                                                                                      |
| 1977/1978 | Dänemark: Internationale Meisterschaften         | Herrendoppel | 1     | Steen Skovgaard / Flemming Delfs |
| 1977/1978 | Dänemark: Internationale Meisterschaften         | Mixed        | 1     | Steen Skovgaard / Lene Køppen |
| 1977/1978 | Dänemark: Einzelmeisterschaften                  | Mixed        | 1     | Steen Skovgaard / Lene Køppen, Gentofte BK                                                                                                  |
| 1978      | Schweden: Internationale Meisterschaften         | Herrendoppel | 1     | Flemming Delfs / Steen Skovgaard |
| 1978      | Europameisterschaft                              | Mixed        | 2     | Steen Skovgaard / Lene Køppen |
| 1978      | All England                                      | Mixed        | 2     | Steen Skovgaard / Lene Køppen |
| 1978      | Nordische Meisterschaften                        | Mixed        | 1     | Steen Skovgaard / Lene Køppen |
| 1978      | Nordische Meisterschaften                        | Herrendoppel | 1     | Flemming Delfs / Steen Skovgaard |
| 1978      | Kanada: Internationale Meisterschaften           | Mixed        | 1     | Steen Skovgaard / Wendy Clarkson (CAN) |
| 1978/1979 | Dänemark: Einzelmeisterschaften                  | Mixed        | 1     | Steen Skovgaard / Lene Køppen, Gentofte BK                                                                                                  |
| 1979      | Schweden: Internationale Meisterschaften         | Herrendoppel | 1     | Flemming Delfs / Steen Skovgaard |
| 1979      | Nordische Meisterschaften                        | Mixed        | 1     | Steen Skovgaard / Lene Køppen |
| 1979/1980 | Dänemark: Internationale Meisterschaften         | Herrendoppel | 1     | Steen Skovgaard / Flemming Delfs |
| 1979/1980 | Deutschland: Internationale Meisterschaften      | Herrendoppel | 1     | Jens Peter Nierhoff / Steen Skovgaard |
| 1979/1980 | Deutschland: Internationale Meisterschaften      | Mixed        | 1     | Steen Skovgaard / Anne Skovgaard |
| 1980      | Nordische Meisterschaften                        | Mixed        | 1     | Steen Skovgaard / Lene Køppen |
| 1980      | Weltmeisterschaft                                | Herrendoppel | 3     | Steen Skovgaard / Flemming Delfs |
| 1980      | Europameisterschaft                              | Mannschaft   | 1     | Dänemark (Lene Køppen, Kirsten Larsen, Pia Nielsen, Morten Frost, Flemming Delfs, Steen Fladberg, Steen Skovgaard, Anne Skovgaard)          |
| 1980      | Europameisterschaft                              | Herrendoppel | 3     | Flemming Delfs / Steen Skovgaard |
| 1980/1981 | Dänemark: Einzelmeisterschaften                  | Mixed        | 1     | Steen Skovgaard / Anne Skovgaard, Gentofte BK                                                                                               |
| 1980/1981 | Dänemark: Einzelmeisterschaften                  | Herrendoppel | 1     | Steen Skovgaard, Gentofte BK / Flemming Delfs, Greve Strand                                                                                 |
| 1981      | Nordische Meisterschaften                        | Mixed        | 1     | Steen Skovgaard / Lene Køppen |
| 1981/1982 | Dänemark: Einzelmeisterschaften                  | Mixed        | 1     | Steen Skovgaard / Anne Skovgaard, Gentofte BK                                                                                               |
| 1982      | Nordische Meisterschaften                        | Mixed        | 1     | Steen Skovgaard / Hanne Adsbol |
| 1982      | Europameisterschaft                              | Mixed        | 3     | Steen Skovgaard / Anne Skovgaard |
| 1982/1983 | Dänemark: Einzelmeisterschaften                  | Herrendoppel | 1     | Steen Skovgaard / Jens Peter Nierhoff, Gentofte BK                                                                                          |
| 1982/1983 | Dänemark: Einzelmeisterschaft der Amateure       | Mixed        | 1     | Steen Skovgaard / Anne Skovgaard, Gentofte BK                                                                                               |
| 1982/1983 | Dänemark: Einzelmeisterschaften                  | Mixed        | 1     | Steen Skovgaard / Anne Skovgaard, Gentofte BK                                                                                               |